# Каф (зоря)
Каф, також Шаф (β Кассіопеї / β Cas) — зоря в сузір'ї Кассіопеї, розташована в W-астеризмі скраю праворуч.
β Кассіопеї є гігантом спектрального класу F2 та змінною типу δ Щита (блиск зорі змінюється з періодом 2,5 години від +2,25m до +2,31m).

## Номенклатура
β Кассіопеї — це позначення Байєра. Вона також відома під традиційними назвами Каф (Caph, Chaph і Kaff, від арабського слова كف kaf, «долоня» — тобто яка простягається від Плеяд), або al-Sanam al-Nakah «Горб Верблюда». У 2016 році Міжнародний астрономічний союз утворив Робочу групу з назв зір (WGSN) з метою внесення до каталогів та стандартизації власних назв зір. Перший бюлетень WGSN від липня 2016 включив таблицю для перших двох пакетів зір, схвалених WGSN; вона включала і Каф для цієї зорі.
Доісламська арабська назва al-Kaff al-Khadib («заплямована рука») стосувалась п'яти зір, які утворюють латинську 'W' в сузір'ї Кассіопеї, та зображувалась як рука, фарбована хенною. Назва була пізніше скорочена, та якимсь чином почала позначати лише β Кассіопеї. «Заплямована рука» була, в свою чергу, частиною астеризму Турая (Thuraya), який простягався від Плеяд, що позначали «голову», через сузір'я Тельця та Персея та у Кассіопею, а друга «рука» була в сузір'ї Кита.
У Китаї назва 王良 (Wáng Liáng), що означає «Ноги», стосується астеризму, який складається з β Cas, κ Cas, η Cas, Шедара (α Cas) і λ Cas. Відповідно, β Cas відома як 王良一 (Wáng Liáng yī, "Перша зоря Ванг Ліанг)
Разом з Альферазом (α Андромеди) і Альгенібом (γ Пегаса), Каф була однією з трьох яскравих зір, відомих як «Три поводирі», які позначали колюр рівнодення., тобто уявну лінію, які проходила прямо на південь від бети Кассіопеї через альфу Кассіопеї у точку небесного екватора, де він перетинається з екліптикою (річним шляхом Сонця по небосхилу).

## Доступність для спостережень
Із середньою видимою зоряною величиною (у видимому світлі) +2,27, зоря є однією з 5 зір, які складають латинську 'W' Кассіопеї, і розташована поруч із трохи яскравішою зорею Шедар (α Cas). Наднова SN 1572, або зоря Тихо Браге, з'явилась за 5 градусів на північний захід від Каф у 1572 р.
Розташована у високо у північній півкулі, Каф добре видна спостерігачам північної півкулі, але рідко видимі у південній півкулі. Для спостерігачів південніше Тасманії сузір'я Кассіопеї взагалі не піднімається над горизонтом.

## Характеристики
β Кассіопеї — біло-жовтий гігант спектрального класу F2 та світності III з температурою поверхні бл. 7000 K. Вона більш як утричі перевищує Сонце за розміром та в 28 разів яскравіша за нього; її абсолютна зоряна велична становить +1,16. Вона має масу близько двох мас Сонця і колись була зорею спектрального класу A. Зараз вона розширюється та охолоджується й перетворюється на червоного гіганта. У її ядрі ймовірно вичерпано водень, воно стискається й розігрівається, а зовнішня воднева оболонка розширюється та охолоджується. Ця стадія еволюції зорі досить швидкоплинна, а тому це відносно рідкісне явище. Корона Каф незвично слабка.
β Кассіопеї є змінною зорею типу дельти Щита та другою за яскравістю зорею цього типу на небі (після Альтаїра). Вона є моноперіодичним пульсатором, яскравість якого змінюється від +2,25 до +2,31 зоряних величини з періодом 2,5 години. Цей тип змінної включає субгігантів та зорі головної послідовності спектральних класів F5–A0 з масами 1,5–2,5 мас Сонця, які завершують стадію горіння гідрогену в ядрі. Їх пульсації пов'язані з тією є самою гелієвою смугою нестабільності на діаграмі Герцшпрунга-Рассела, що й у класичних цефеїд. Змінні типу дельти Щита розташовані на перетині смуги нестабільності з головною послідовністю.
Зоря обертається дуже швидко, приблизно на 92 % від критичної швидкості, і робить щодоби 1,12 оберти. Тому вона має форму стиснутого еліпсоїда з екваторіальним балджем на 24 % більшим за полярний радіус. Це спричиняє вищу температуру поверхні у полярних регіонах (порівняно з екватором зорі): різниця температур становить майже 1000 K. Вісь обертання нахилена на ~20° до лінії спостереження з Землі.
β Кассіопеї колись вважалась спектроскопічною подвійною з тьмяним супутником на 27-денній орбіті, але зараз вважається, що це одиночна зоря.